# Mary Gordon (Schriftstellerin)

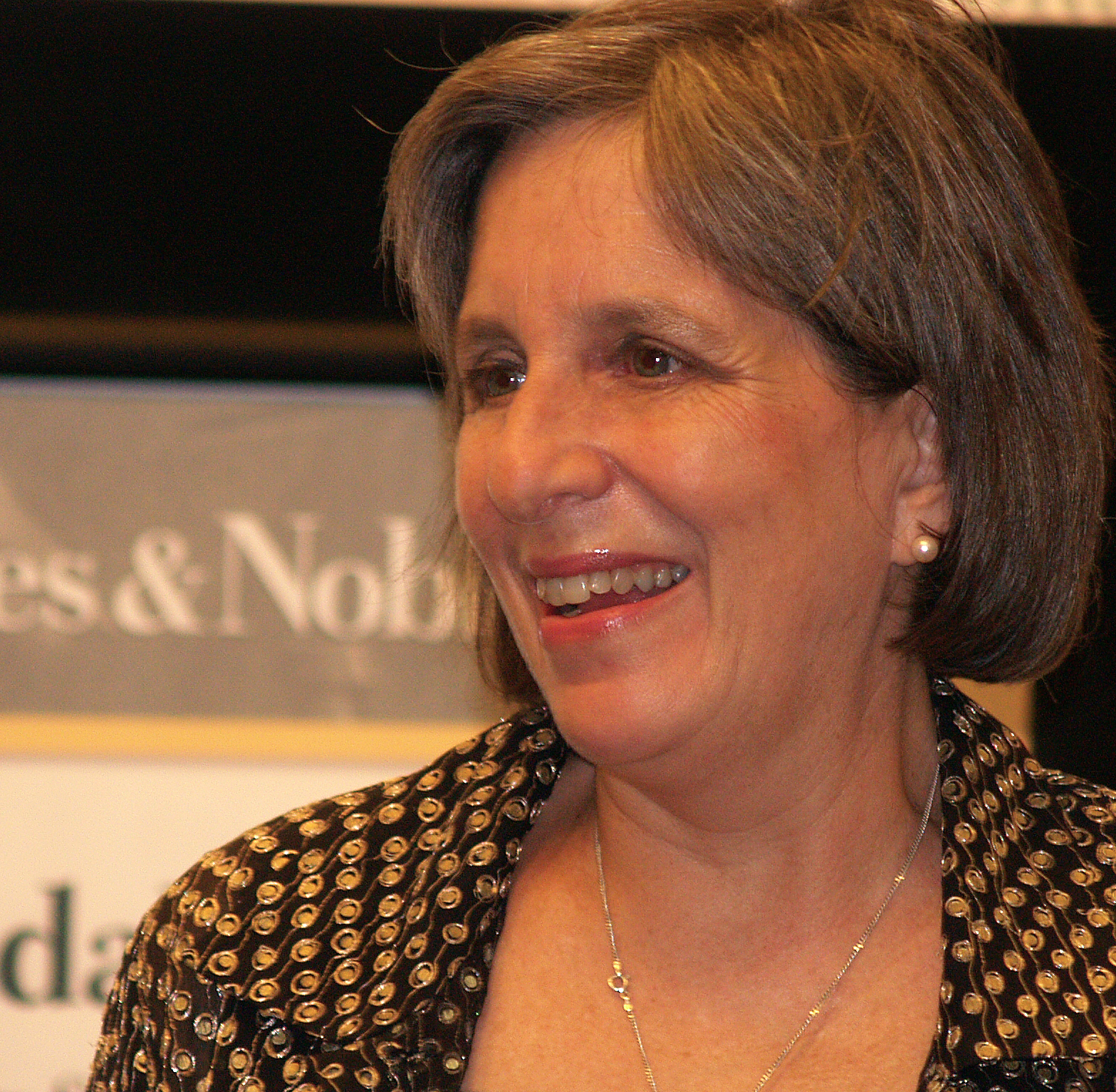
Mary Gordon

Mary Catherine Gordon (* 8. Dezember 1949 in Queens, New York) ist eine amerikanische Schriftstellerin. Bekannt ist sie vor allem für ihre Romane, Literaturkritik und autobiografischen Schriften.

## Leben
Gordon wurde in Far Rockaway, einem Viertel im New Yorker Stadtbezirk Queens, geboren. Ihre Mutter war irisch-italienischer, ihr Vater jüdischer Abstammung, vor ihrer Geburt jedoch bereits zum Katholizismus konvertiert. Das Elternhaus war streng katholisch geprägt. Der Tod ihres Vaters im Jahr 1957 übte einen starken Einfluss auf die junge Mary Gordon aus. Schon in ihrer Kindheit hatte sie vor, entweder Schriftstellerin (der Wunsch ihres Vaters) oder Nonne zu werden. Sie wuchs bei der Familie ihrer Mutter auf, wo ihr wegen ihres jüdischen Hintergrundes und ihrer Vorliebe für Bücher Ablehnung entgegenschlug. Die Schule besuchte sie auf der katholischen Mary Louis Academy; in dieser Zeit begann sie auch ihre schriftstellerische Tätigkeit. Ihre Pläne, das Barnard College zu besuchen, ein künstlerisch und wissenschaftlich orientiertes College nur für Frauen, wurden von ihrer Umgebung zunächst ablehnend beurteilt. Sie setzte sich jedoch durch und schloss ihr Studium, das sie sich durch Gelegenheitsjobs selbst finanziert hatte, im Jahr 1971 ab.
Während ihres Studiums kam Gordon erstmals mit politischen und feministischen Bewegungen in Berührung. Auch der Literatur widmete sie sich weiterhin; in dieser Zeit schrieb sie vor allem Lyrik. Nach dem Abschluss wechselte sie an die Syracuse University, die sie bis kurz vor Abschluss ihrer Dissertation besuchte. Sie brach die Promotion ab, um den 30 Jahre älteren Professor Jim Brain zu heiraten, mit dem sie für ein Jahr in London lebte. Bald darauf trennte sich Gordon wieder von ihrem Ehemann, um mit Arthur Cash, einem ebenso alten Professor zusammenzuziehen, den sie schließlich 1979 heiratete.
Im gleichen Jahr erschien ihr erster Roman Final Payments, der von der Kritik auf Anhieb gelobt wurde, nur zwei Jahre später folgte The Company of Women. Ihren Lebensunterhalt verdiente sie mit einem Lehrauftrag am Amherst College. 1984 unterzeichnete sie die Kampagne A Catholic Statement on Pluralism and Abortion.  Nach der Geburt ihrer beiden Kinder publizierte sie 1985 Men and Angels, ihr bis heute erfolgreichstes Buch. 1989 kehrte sie zurück ans Barnard College, wo sie seitdem auch einen Lehrstuhl innehat. 2007 wurde sie in die American Academy of Arts and Letters aufgenommen.

## Werk
Mary Gordon schreibt nicht nur Romane, sondern auch Essays, Kurzprosa, autobiografische Schriften und Biografien. Für ihre Biografie von Jeanne d’Arc wurde sie 1991 mit dem O.B. Hardison Award ausgezeichnet.
Wiederkehrende Themen sind bei ihr Konflikte zwischen traditionellen Werten, wie starkem Glauben oder Familienstrukturen, und moderneren, wie Feminismus und Individualismus. Ihre literarischen Wurzeln liegen gleichermaßen in der Literatur des 19. Jahrhunderts wie in der Moderne. Von der Kritik wird sie als eine Autorin wahrgenommen, die sich aus feministischer Perspektive mit dem Katholizismus beschäftigt. Eine wiederkehrende Konstellation in ihrem Werk ist die einer starken Tochter, die sich gegen die Ideale ihres Vaters auflehnt. Die katholischen Grundlagen gehen dabei jedoch nicht verloren, obwohl in ihren späteren Werken der Fokus stärker auf das Verhältnis der Frau zur Kunst und zur Gesellschaft gerichtet ist.
Wiederholt hat sich Gordon mit autobiografischen Schriften auch direkt auf die eigene Familiengeschichte bezogen. So beschäftigt sich The Shadow Man mit desillusionierenden Erkenntnissen, die sie über ihren früh verstorbenen Vater erlangt hat, dessen eigener Wunsch, Schriftsteller zu werden, sie ihr Leben lang beeinflusst hat.

## Bibliografie (Auswahl)

### Romane
- Final Payments, Random House, New York City 1979
  - deutsch: Die verlorene Tochter. Wilhelm Goldmann Verlag, München 1980, ISBN 3-442-06601-8.
- The Company of Women (1981)
- Men and Angels (1985)
- The Other Side (1989)
- Spending: A Utopian Divertimento (1998)
- Pearl (2005)
- The Love of My Youth (2011)

### Erzählbände
- Temporary Shelter (1987)
- The Rest of Life: Three Novellas (1993)
- The Stories of Mary Gordon (2006, Sammelband)
- The Liar's Wife (2014, vier Novellen)

### Autobiografisches
- The Shadow Man: A Daughter's Search For Her Father (1996)
- Seeing Through Places: Reflections on Geography and Identity (2000)
- Circling My Mother: A Memoir (2007)

### Essaysammlung
- Good Boys and Dead Girls and Other Essays (1991)